# Valérie Gaudissart
Valérie Gaudissart est une réalisatrice française.

## Filmographie

### Réalisatrice

#### Courts et moyens métrages
- 2000 : Apesanteurs, 21 min
- 2001 : Mes insomnies, 30 min
- 2005 : Céleste, 45 min

#### Longs métrages
- 2011 : Ich bin eine Terroristin, 97 min

#### Documentaires
- 1991 : Eau-delà des flaques avec Denise Colomb, noir et blanc, 17 min
- 1994 : Allergetto, 48 min
- 1996 : La lueur,noir et blanc, 15 min
- 1997 : Des passerelles entre vous et moi, 13 min
- 2009 : Les mains nues, 32 min

## Théâtre
- Maikawski, tragédie de Vladimir Maïakovski

## Distinctions
- Festival international du court-métrage de Clermont-Ferrand : Prix d’interprétation féminine - Apersanteurs
- Cinécourt : Grand Prix Ciné - Apesanteurs
- Lutins du court métrage : Prix de la Presse - Apesanteurs
- SACD : Prix Beaumarchais du meilleur scénario - Mes insomnies
- Festival européen du film court de Brest : Grand Prix - Mes insomnies
- Festival Côté Court de Pantin : Prix du public, Mention spéciale du Jury, Prix d'interprétation féminine - Mes insomnies
- Festival Cinérail : Cinérail d'Or - Mes insomnies
- Festival international du court-métrage de Clermont-Ferrand : Prix de la Presse - Céleste
- Rencontres européennes du moyen-métrage de Brive : Prix du Public - Céleste
- Festival européen du film court de Brest : Prix du Scénario - Céleste
- Conseil Général de Saône et Loire : Premier Prix de la Création - Céleste